# Kvinnor i Bysantinska riket

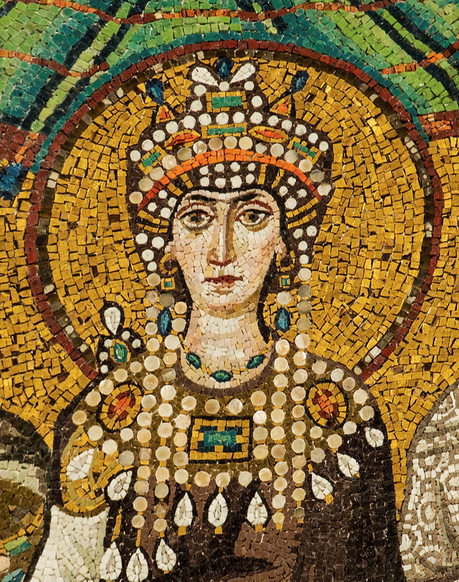
Kejsarinnan Theodora.

Ställningen för kvinnor i Bysantinska riket byggde ursprungligen på ställningen för kvinnor i Romerska riket, men genom förändringar som hade förorsakats av kristendomens nya ideal kom den att få sin egen karaktär både ifråga om lagar såväl som informella normer. 
Den romerska kvinnans ställning genomgick en förändring sedan Konstantin den store på 300-talet införde kristendomen och flyttade romarrikets centrum från staden Rom till Konstantinopel, sedermera huvudstad i det Östromerska riket (eller Bysantinska riket).
Efter kristendomens införande kom kvinnors ställning att präglas av kristendomens syn på kvinnor. Den kristna kyrkan betraktade kvinnor som svaga i karaktären och benägna att ge efter för samma sexuella lust som en gång ledde till människans syndafall genom Eva, och såg det därför som ett ideal att hålla könen åtskilda för att inte fresta kvinnor till att förleda män till synd, en syn som fick konsekvenser för kvinnors deltagande i samhällslivet.

## Utbildning
Det sågs därefter som en tillräcklig utbildning för en flicka att lära sig hushållskunskaper och att läsa och skriva av sin mor eller i ett nunnekloster, och i övrigt fokusera på den kristna tron och studera helgonens liv och memorera psalmer. Ibland rekommenderades flickor att lära sig läsa för att kunna studera bibeltexter, andra gånger sågs det som en risk som kunde utsätta dem för frestelse till synd.

## Sexualliv
Den kristna tron innebar en sänkt toleransgräns för utomäktenskaplig sexualitet. Sex utanför äktenskapet kategoriserades av den kristne kejsar Konstantin den store som otukt och belades med dödsstraff. Endast önskan att leva klosterliv var ett accepterat skäl att vägra gifta sig. Inom äktenskapet sågs sexualitet som exklusivt menat för reproduktion. Både preventivmedel och abort kriminaliserades, och abort blev betraktat som mord. Enligt Konstantin den stores lag fick kvinnor ta ut skilsmässa enbart om maken gjort sig skyldig till trolldom, gravplundring eller mord, medan män tilläts ta ut skilsmässa vid kvinnligt äktenskapsbrott eller häxeri. Kejsar Constans stadgade dödsstraff för kvinnlig otrohet. Män tilläts senare också ta ut skilsmässa om deras hustrur hade umgåtts med män offentligt.

## Könssegregering
Under de första seklen efter kristendomens införande deltog kvinnor liksom förut i samhällslivet, men från 500-talet fick idealet om könssegregation ett större inflytande, med den nya kristna huvudstaden Konstantinopel som rollmodell. I Konstantinopel förväntades kvinnor när möjlighet fanns alltmer hålla sig inom en särskild kvinnoavdelning i hemmet (gynaikonitis), något som blev särskilt märkbart för kvinnor ur överklassen. Även om kvinnorna ur kejsardynastin aldrig helt avskildes från umgänge med män, begränsades deras offentliga framträdanden och vid hovet började könen delta i separata banketter, något som fortsatt var fallet fram till Komnenosdynastins tid. Kejsar Justinianus I:s lagar dämpade kvinnors rörelsefrihet genom att göra det till en giltig orsak till skilsmässa för en man om hans hustru vistades i offentliga lokaler som teatrar och badhus utan hans tillstånd; under Konstantin VI:s regeringstid beskrevs det som oacceptabelt för en ogift dotter att ses av män utanför familjen, och kejsar Leo VI förbjöd kvinnor att bevittna affärskontrakt med argumentet att sådana handlingar gjorde att hon kom i närmare kontakt med män än vad som var passande.  När kvinnor på grund av en jordbävning flydde ut på gatorna i Konstantinopel 557, omtalades det som ett sällsynt tillfälle när överklasskvinnor hade setts offentligt. Kvinnor skulle idealiskt sett ses offentligt endast när de besökte kyrkan och under kyrkliga högtider, och bära slöja då de rörde sig utomhus.

## Egendom och yrkesliv
Rätten för kvinnor att ärva, äga och förfoga över egendom behölls efter kristendomens införande, och långt fram i medeltiden var bysantinska kvinnors rättigheter i affärslivet större än västeuropeiska kvinnors, då även gifta kvinnor behöll rätten att förfoga över sina pengar och upprätta kontrakt utan makens inblandning. Kvinnor fick även fortsatt bedriva affärer, äga gods, slavar och företag, och idealet om könssegregation gjorde till och med att kvinnliga läkare och sjukvårdare fick statligt stöd för att sköta kvinnor på sjukhus och badhus. Idealet om könssegregering innebar att dock att det främst blev hushållsyrken som begränsade kontakten med män, så som textilindustrin eller livsmedelshandeln, som kom att ses som socialt accepterade, medan vissa yrken, som domare och bankir, uttryckligen förbjöds.

## Religion
Sedan kristendomen hade blivit den enda tillåtna religionen kunde kvinnor inte längre bli präster, eftersom kristendomen förbjöd kvinnliga präster. Däremot kunde kvinnor liksom män både grunda och gå i kloster, och kvinnliga kloster styrdes även av kvinnor. Det blev vanligt för kvinnor att grunda kloster, och nunnekloster användes både som tillflykt för flickor som inte ville gifta sig, fattighus för kvinnor som inte kunde försörja sig, hem för handikappade och hemlösa kvinnor, kvinnofängelse, kvinnosjukhus, flickskola och ålderdomshem för kvinnor, och många kvinnor utförde socialt arbete som leksystrar och diakonissor.